# Grive de Bicknell
Catharus bicknelli
Espèce
Statut de conservation UICN

 VU A2c+3c+4c : Vulnérable
La Grive de Bicknell (Catharus bicknelli) niche dans le nord-est de l'Amérique du Nord - Québec, Nouveau-Brunswick, Nouvelle-Écosse, Vermont, New York (État), Maine (États-Unis) et New Hampshire - et hiverne dans les Grandes Antilles - République dominicaine, Haïti, Cuba, Jamaïque et Porto Rico.
Jusqu'en 1995, la Grive de Bicknell était considérée comme une sous-espèce de la Grive à joues grises.

## Répartition
L'aire estivale de la Grive de Bicknell s'étend au nord-est de l'Amérique du Nord. Cette espèce se retrouve dans une aire bornée par l'État de New York au sud à l'île du Cap-Breton et le sud-est du Québec au nord, plus particulièrement au sommet des monts Catskill, des montagnes Vertes, des montagnes Blanches, les monts Chic-Choc, les Laurentides et dans les hautes-terres du Maine, du nord-ouest du Nouveau-Brunswick et sur le plateau du Cap-Breton.
L'aire hivernale est encore plus limitée. Cet oiseau fréquente principalement les sommets de plus de 1 000 m de Cuba et de la République dominicaine. De plus petites populations sont également présentes à Haïti, en Jamaïque et à Porto Rico.
|  |  |

## Revue de littérature
Consultez l'excellente revue de littérature sur le site d'Environnement Canada au sujet cette espèce.